# Reuben Thompson
Reuben Thompson (Queenstown, 15 febbraio 2001) è un ciclista su strada neozelandese che corre per il team Lotto; è professionista dal 2023.

## Palmarès
- 2020 (una vittoria)

1ª tappa Tour of Southland
- 2021 (Continentale Groupama-FDJ, una vittoria)

Classifica generale Giro della Valle d'Aosta
- 2022 (Continentale Groupama-FDJ, una vittoria)

4ª tappa Giro della Valle d'Aosta

### Altri successi
- 2021 (Continentale Groupama-FDJ)

1ª tappa New Zealand Cycle Classic (cronosquadre)
Classifica a punti Giro della Valle d'Aosta
Classifica scalatori Giro della Valle d'Aosta
- 2022 (Continentale Groupama-FDJ)

Classifica giovani Circuit des Ardennes

## Piazzamenti

### Grandi Giri
- Vuelta a España

2024: 94º

### Classiche monumento
- Liegi-Bastogne-Liegi

2025: 85º

### Competizioni mondiali
- Campionati del mondo

Yorkshire 2019 - Cronometro Junior: 29º
Yorkshire 2019 - In linea Junior: 36º
Fiandre 2021 - In linea Under-21: 51º
Zurigo 2024 - In linea Elite: 73º